# Self-service

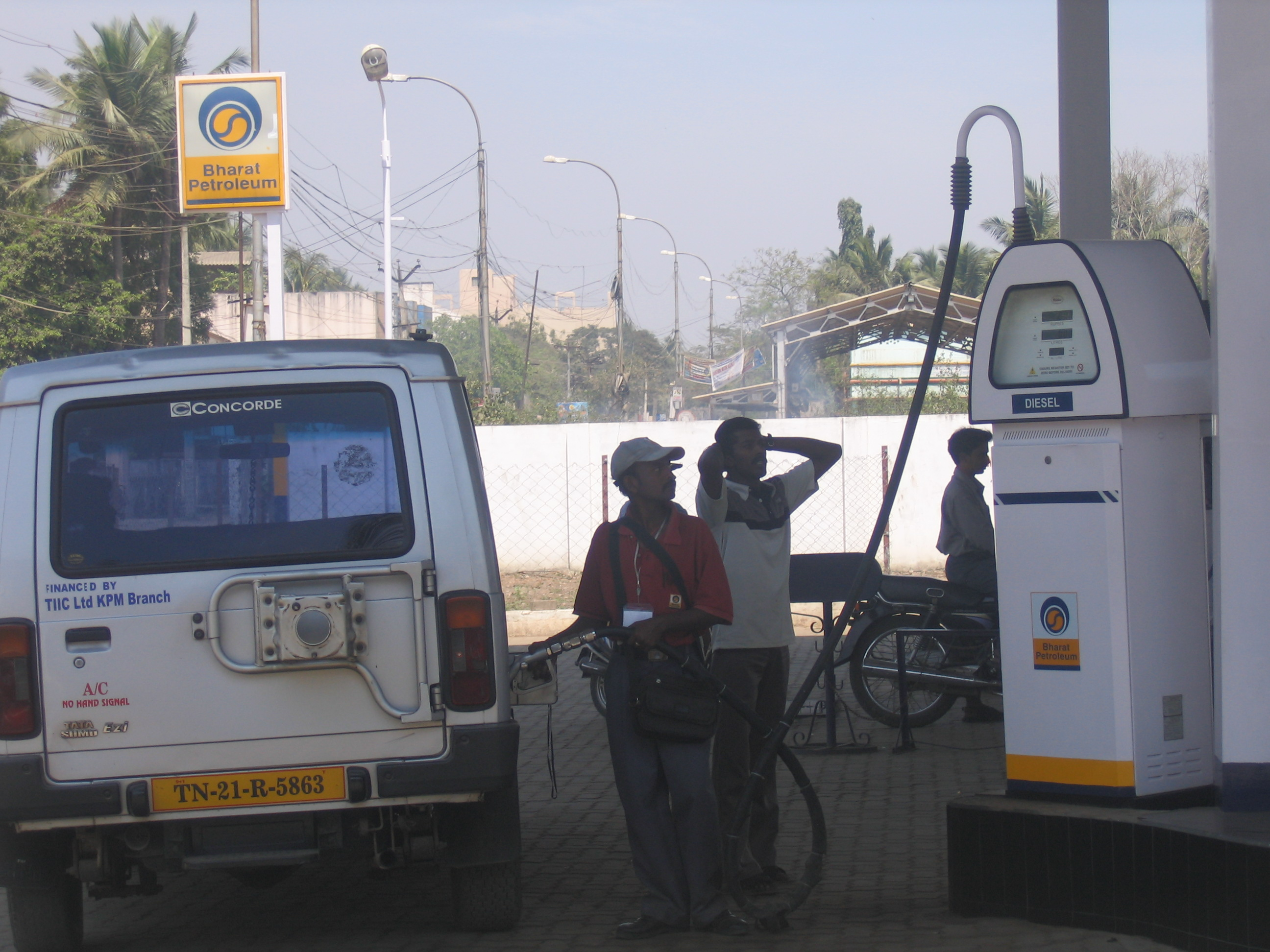
Rifornimento self-service

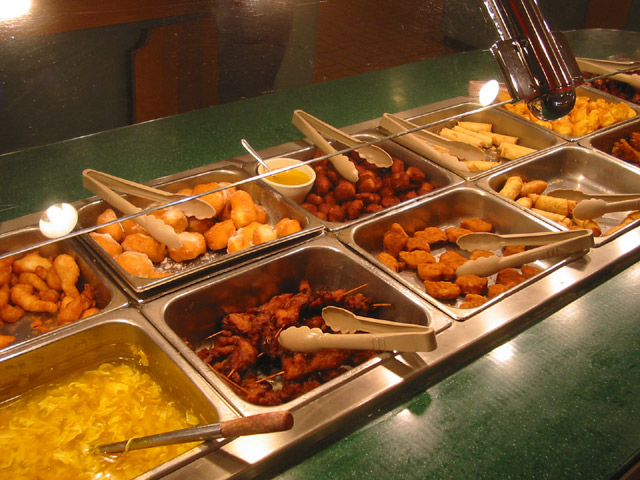
Un ristorante cinese self-service (a buffet) negli Stati Uniti.

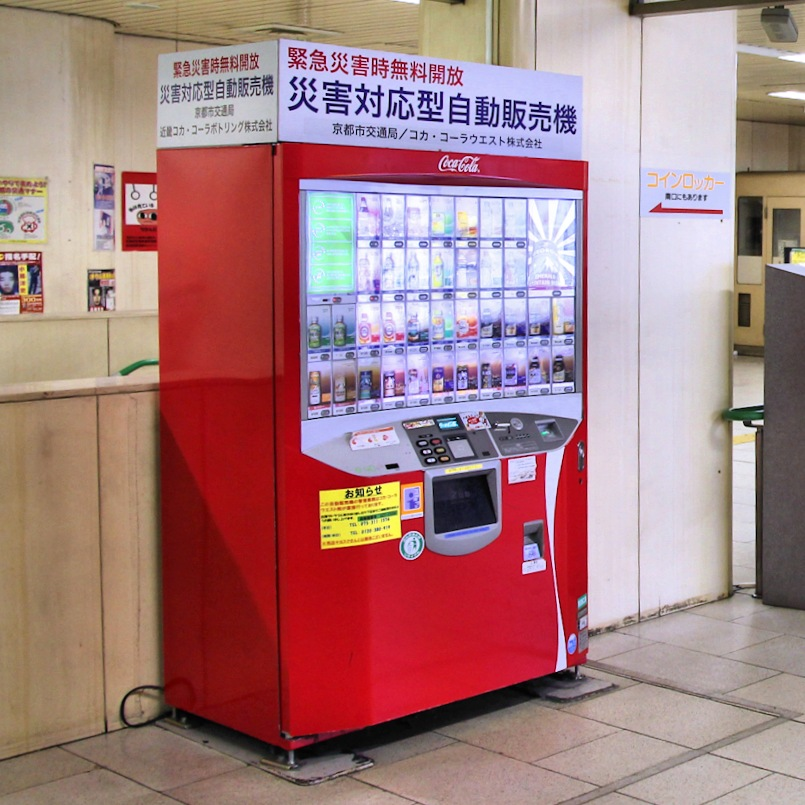
Un distributore automatico self-service di bevande analcoliche in Giappone.

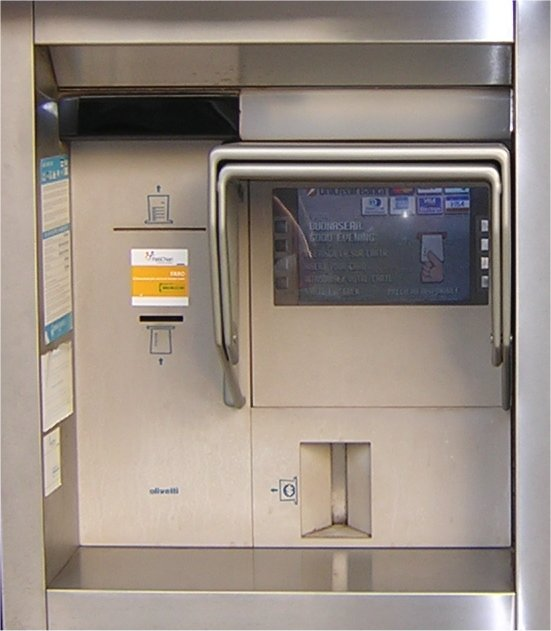
Sportello Bancomat per il prelievo self-service.

Il self-service (termine inglese) o, raramente, autoservizio e noto nella Svizzera italiana come servisol è la pratica di servirsi da soli quando si acquistano beni o servizi. L'acquisizione di servizi può avvenire anche via telefono, siti Internet o e-mail, che permettono di facilitare le interazioni fra erogatore del servizio e i clienti in modo automatico. Sono stati sviluppati software e applicazioni a tal proposito, come ad esempio il banking online, negozi con portali web o il check-in in aeroporto.

## Storia
L'Ufficio Brevetti degli Stati Uniti assegnò nel 1917 a Clarence Saunders un brevetto per un self-serving store, ovvero un negozio self-service. Saunders invitava i suoi clienti a ritirare i prodotti che desideravano acquistare dal negozio e li presentavano alla cassa, piuttosto che chiedere al personale del negozio di consultare un elenco presentato dal cliente e ritirare la merce. Saunders autorizzò l'uso di questa metodologia commerciale ad altri negozi di alimentari indipendenti che presero il nome di Piggly Wiggly.
Successivamente la metodologia si è estesa anche ad altri contesti come:
- il rifornimento di carburanti presso le stazioni di servizio, dove il cliente riempie il serbatoio del proprio mezzo invece di farlo fare a un operatore. Sebbene le prime ipotesi di creare distributori a gettoni risalgano agli anni 1930[5], i primi esperimenti in questo campo si ebbero negli anni '50; il sistema prese però piede solo a partire dalla fine del decennio successivo: inizialmente il pagamento avveniva in contanti, ma alla fine degli anni '70 furono introdotti i primi accettatori di carte di credito. Esistono inoltre dei sistemi totalmente automatizzati, nei quali l'automobilista non deve scendere dall'automobile.[6]
- il prelievo di contanti o il pagamento di servizi presso gli sportelli automatici - in Italia impropriamente chiamati bancomat;
- la scelta di prodotti presso negozi come i supermercati, dove il cliente utilizza un carrello della spesa all'interno del negozio per riporvi gli articoli che desidera acquistare per poi condurli alla cassa per il pagamento;
- nei ristoranti a buffet, dove il cliente si serve da solo riempiendo il proprio piatto di cibo oppure ne prende di già riempiti da un bancone per poi recarsi al tavolo dopo aver pagato.

## Commercio elettronico
Il self-service è disponibile tramite telefono, Web ed e-mail per facilitare le interazioni con il servizio clienti utilizzando l'automazione. I software e le app self-service (ad esempio app di online banking, portali web con negozi, check-in in aeroporto) diventano sempre più comuni.

## Self-sourcing
Self-sourcing è un termine che descrive il lavoro informale e spesso non retribuito che avvantaggia il proprietario della struttura in cui viene svolto sostituendo il lavoro retribuito con lavoro non retribuito.
Selfsourcing (senza trattino) ne è un sottoinsieme e si riferisce allo sviluppo di software per computer destinato all'uso da parte della persona che esegue lo sviluppo.
Entrambe le situazioni presentano aspetti di self-service e, ove consentito, comportano vantaggi per la persona che svolge il lavoro, come soddisfazione lavorativa e personale, anche se spesso sono coinvolti compromessi, comprese perdite a lungo termine per l'azienda.

### Fare il lavoro di qualcun altro
Quando a un addetto ai prestiti viene chiesto "self-source", si sta assumendo una responsabilità che non è una delle sette principali "Mansioni di lavoro dell'ufficiale di prestito" elencate dai principali servizi di collocamento.
Una situazione in cui non viene effettuato alcun pagamento è quella self-service, come i chioschi per il check-in in aeroporto e le casse automatiche. Anche i confini internazionali hanno sperimentato la verifica delle impronte digitali assistita dai viaggiatori.
Un'altra situazione è quella in cui il reparto risorse umane di un'azienda viene parzialmente bypassato da dipartimenti che "si procurano autonomamente i talenti".

### Storia del self-sourcing
Uno dei primi utilizzi del termine è un articolo di HRO Today del 2005 intitolato "Insourcing, Outsourcing? How about Self-sourcing?" a proposito di una coppia di banche che si sono fuse decenni fa come Standard Chartered e, dopo l'11 settembre, hanno ricostruito il proprio dipartimento del personale in modo innovativo.
Il concetto è simile al self-service e un esempio negli Stati Uniti è il pompaggio del gas: il New Jersey ha vietato ai clienti di farlo nel 1949; ora il New Jersey è l'unico stato "dove agli automobilisti non è consentito pompare la propria benzina".

#### Self-service
Nel 1994 fu considerato un cambiamento radicale proporre l'autorizzazione del servizio self-service alle pompe di benzina, in Giappone, e The New York Times riferì che "la spinta... (venne) dalle grandi imprese giapponesi... che cercavano di tagliare i costi".
Gli sportelli bancomat sono un altro esempio, e la loro espansione oltre le banche ha portato alla comparsa di cartelli che dicono Access To Money, che si riferisce a una società con quel nome.

### Selfsourcing
Il selfsourcing è lo sviluppo interno e il supporto dei sistemi IT da parte dei lavoratori della conoscenza con il contributo minimo degli specialisti IT ed è stato descritto come essenzialmente l'outsourcing dello sforzo di sviluppo all'utente finale. A volte utilizzano sistemi di data warehouse interni, che spesso funzionano su mainframe.
Vari termini sono stati utilizzati per descrivere il self-service dell'utente finale, quando qualcuno che non è un programmatore professionista programma, codifica, script, scrive macro e in altri modi utilizza un computer in un'operazione di elaborazione dati diretta dall'utente, come l'End user computing e l'End user development. Negli anni ’90 erano già disponibili versioni Windows dei pacchetti mainframe.

#### Data sourcing
Quando i personal computer desktop divennero diffusi quasi quanto un telefono aziendale, nelle aziende dotate di un reparto di elaborazione dati, il PC era spesso scollegato dal mainframe aziendale e i dati venivano immessi dalle stampe. Il software era per il fai-da-te/selfsourcing, inclusi fogli di calcolo, programmi scritti in DOS-BASIC o, un po' più tardi, dBASE. Si stima che nel 2005 l'uso dei fogli di calcolo, lo strumento di sviluppo più popolare per l'utente finale, sia stato utilizzato da 13 milioni di dipendenti americani.
Alcuni dati sono stati isolati. Una volta arrivata l'emulazione terminale, erano disponibili più dati ed erano più attuali. Tecniche come lo screen scraping e il rekeying ridotto tramite FTP. I prodotti mainframe come FOCUS furono portati sui PC e il software di Business Intelligence (BI) divenne più diffuso.
Le aziende abbastanza grandi da avere mainframe e utilizzare la BI, avendo dipartimenti con analisti e altri specialisti, hanno persone che svolgono questo lavoro a tempo pieno. Il selfsourcing, in tali situazioni, significa allontanare le persone dal loro lavoro principale (come progettare annunci pubblicitari, creare sondaggi, pianificare campagne pubblicitarie); coppie di persone, una da un gruppo di analisi e l'altra da un gruppo di "utenti", è il modo in cui l'azienda vuole operare. Il selfsourcing non è visto come un miglioramento.
Data warehouse era un termine precedente in questo spazio.

#### Problemi
È fondamentale che gli scopi e gli obiettivi del sistema siano allineati con quelli dell'organizzazione. Lo sviluppo di un sistema che contraddice gli obiettivi organizzativi porterà molto probabilmente a una riduzione delle vendite e della fidelizzazione dei clienti. Inoltre, a causa della grande quantità di tempo necessaria per lo sviluppo, è importante allocare il proprio tempo in modo efficiente poiché il tempo è prezioso.
I lavoratori della conoscenza devono anche determinare il tipo di supporto esterno di cui avranno bisogno. Gli specialisti IT interni possono essere un bene prezioso e sono spesso inclusi nel processo di pianificazione.
È importante documentare il funzionamento del sistema, per garantire che, se i lavoratori della conoscenza in via di sviluppo si spostano, altri possano utilizzarlo e persino tentare di apportare gli aggiornamenti necessari.

#### Vantaggi
I lavoratori della conoscenza sono spesso fortemente consapevoli delle loro esigenze immediate e possono evitare formalizzazioni e tempo necessari per "l'analisi costi/benefici del progetto" e ritardi dovuti a chargeback (ossia l'annullamento di una transazione).
Ulteriori vantaggi sono:
- Migliore determinazione dei requisiti: poiché dicono a se stessi quello che vogliono, piuttosto che a qualcun altro, non è più necessario dire a uno specialista IT quello che vogliono. C'è una maggiore possibilità di soddisfazione dell'utente a breve termine[24].
- Maggiore partecipazione e senso di appartenenza: l’orgoglio e l’auto-spinta aggiungeranno desiderio di completamento, senso di appartenenza e morale dei lavoratori più elevato. L’aumento del morale può essere contagioso e portare grandi benefici in molti altri settori.
- Facilita la velocità di sviluppo dei sistemi: poiché i dettagli passo passo precludono la documentazione formale, tempo e risorse sono concentrati, mentre lavorare con uno specialista IT che analizza sarebbe controproducente. Il selfsourcing è solitamente più veloce per i progetti più piccoli che non richiedono l’intero processo di sviluppo[28].

#### Svantaggi

##### Competenze inadeguate
Molti lavoratori della conoscenza coinvolti nel self-sourcing non hanno esperienza o competenza con gli strumenti IT, con il risultato che: L'orgoglio della proprietà è risultato essere una delle principali cause di trascuratezza degli errori. Uno studio del 1992 ha dimostrato che poiché Excel "tende a produrre output anche in presenza di errori" c'è "un'eccessiva fiducia dell'utente nella correttezza del programma".
- Ore e potenziale persi: le idee potenzialmente buone vengono perse. Questi progetti incompleti, dopo aver consumato molte ore, spesso allontanano i lavoratori dai loro compiti primari.
- Mancanza di focus organizzativo[28]: Questi spesso formano un sistema IT privatizzato, con scarsa integrazione con i sistemi aziendali. I silos di dati possono violare la policy e persino le leggi sulla privacy/HIPPA/HIPAA[33].
- Mancanza di analisi delle alternative progettuali: le opportunità hardware e software non vengono analizzate sufficientemente e le alternative efficienti potrebbero non essere notate e utilizzate. Ciò può portare a sistemi inefficienti e costosi.
- Mancanza di sicurezza: gli utenti finali, come gruppo, non capiscono come creare applicazioni sicure[34].
- Mancanza di documentazione: i lavoratori della conoscenza potrebbero non avere supervisori consapevoli che, col passare del tempo, saranno necessari cambiamenti e questi sistemi compartimentati richiederanno l'aiuto di specialisti IT. I lavoratori della conoscenza di solito non hanno esperienza nella pianificazione di questi cambiamenti e non hanno la capacità di adattare il loro lavoro per il futuro[35].

##### Shadow IT
Sebbene l'informatica dipartimentale abbia decenni di storia, le situazioni di "one-person show" soffrono dell'incapacità di interagire con un helpdesk.

## Strumenti self-service

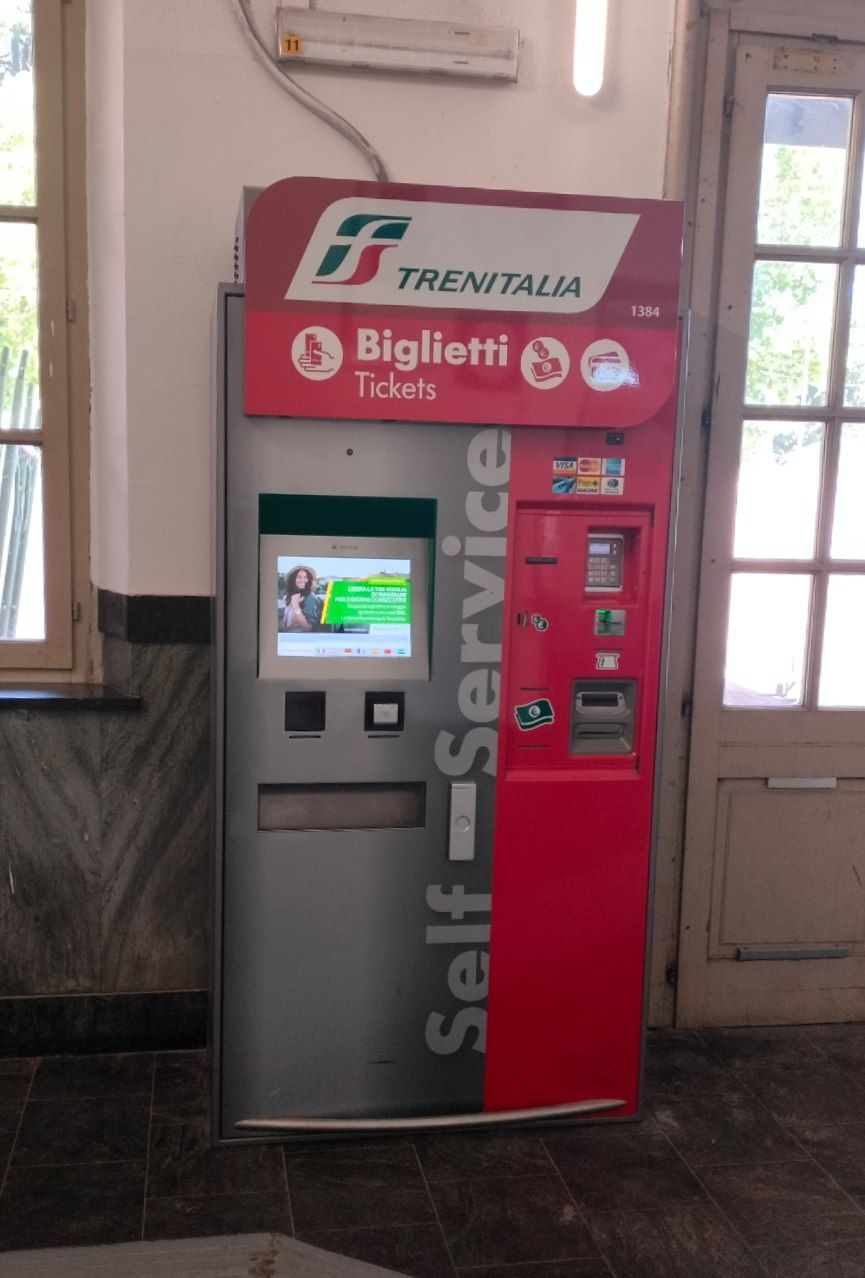
Emettitrice self service di titoli di viaggio di Trenitalia

Sebbene gli strumenti self-service siano utilizzati anche dai professionisti, tra i membri base di varie categorie da un elenco più dettagliato di strumenti self-service ci sono:
- semplici apparecchiature per ufficio: anche in un "ufficio senza carta" i singoli impiegati utilizzano distributori di nastro adesivo, cucitrici e levapunti. The New York Times menziona la loro applicabilità alle attività di Home Office[37][38].
- utensili manuali - cacciaviti, pinze, chiavi inglesi, martelli, seghetti[39][40]
- utensili manuali meccanizzati/elettrici: trapano elettrico, sega elettrica[41]
- gli strumenti software - Microsoft Word, Powerpoint, Excel, dBase (o Access) rappresentano aree di funzionalità[42] utilizzate per la gestione della conoscenza[43][44][45], sia nel reperimento di informazioni archiviate che nell'inserimento di nuovi contenuti. Esistono versioni di questi sia per programmi archiviati localmente (computer desktop) sia per programmi basati su Internet/cloud[46].
- chioschi self-service: i chioschi interattivi sono diventati comuni in settori come QSR, trasporti, ospitalità, sanità, cannabis e altro ancora. Servono applicazioni come l'ordinazione automatica, il check-in, l'emissione di biglietti, l'orientamento e altro ancora[47].

I dipartimenti delle risorse umane hanno abilitato il self-service per i dipendenti, fornendo ad essi strumenti per lo sviluppo delle competenze e la pianificazione della carriera.